# 謝爾蓋·里濟克
謝爾蓋·里濟克（俄语：Сергей Серге́евич Ридзик，1992年10月25日—），俄羅斯自由式滑雪運動員，他代表俄羅斯奧林匹克委員會隊參加了中國舉行的2022年冬季奧林匹克運動會，並且在男子障礙追逐比賽上獲得銅牌。